# Ceny Anděl 2023
Ceny Anděl Coca-Cola 2023 je 33. ročník cen Akademie populární hudby Anděl. Slavnostní ceremoniál vyhlášení cen se uskutečnil v sobotu 30. března 2024 v prostorách pražského O2 universu a ceremoniál moderovali Ivana Kulhánková a Honza Dědek. V přímém přenosu jej odvysílala Česká televize na programu ČT1. Novinkou byla kategorie Společný projekt, ve které akademici ocení spojení interpretů, muzikantů nebo hudebních těles
Nejvíce nominací (3) získali Viktor Sheen a November 2nd.

## Ceny a nominace

### Hlavní ceny

#### Album roku
- November 2nd – November 2nd
- J.A.R. – Jezus Kristus Neexistus?
- David Koller – LP XXIII

#### Skladba roku
- Anna K – Údolí včel
- Calin & Viktor Sheen – Safír
- Sofian Medjmedj & Ben Cristovao – Slzy

#### Skupina roku
- J.A.R. – Jezus Kristus Neexistus?
- Jelen – Všechno bude dobrý
- November 2nd – NOVEMBER 2ND

#### Zpěvák roku
- David Koller – LP XXIII
- Jakub König – Hvězdy
- Viktor Sheen – Planeta opic

#### Zpěvačka roku
- Pam Rabbit – I Love The Internet
- Anna K – Údolí včel
- Barbora Poláková – ON/OFF

#### Společný projekt
- Calin & Viktor Sheen – Roadtrip
- Sofian Medjmedj & Ben Cristovao – Slzy
- Adam Plachetka, Ondřej Havelka – Nebe na Zemi

#### Objev roku
- Tereza Balonová – Lampiony
- Marcell – Déšť
- Barbora Mochowa – Will-o’-the-Wisp

#### Videoklip roku
- dné - Traps In My Feed (feat. FVLCRVM), režie  L. Vacke
- Annet X & NobodyListen –VRSTVY, režie J. Moravec
- Bert & Friends - Night Rider, režie A. Kořínek

### Alternativa a elektronika
- Anna Vaverková – Pozdravy z polepšovny
- Petra Hermanova – In Death’s Eyes
- Toyota Vangelis – Výklopný světlomety

### Folk
- Marie Puttnerová – Laila tov
- Bratři Ebenové – Co my víme
- Pavel Čadek – Stepní vlk

### Jazz
- David Dorůžka, Robert Fischmann, Martin Novák – Gilgul
- Štěpánka Balcarová – Emotions
- Tomáš Sýkora Trio & Aid Kid – Alchemy

### Klasika
- Martinů Voices – Britten
- Josef Špaček, Miroslav Sekera, SOČR, Petr Popelka – Martinů: Koncert pro housle a klavír, Houslová sonáta č. 3, Pět krátkých skladeb
- Lukáš Vondráček, Symfonický orchestr hl. m. Prahy FOK, Tomáš Brauner – Rachmaninov: Klavírní koncerty (komplet), Rapsodie na Paganiniho téma

### Rap
- MC Gey – O tatínkovi, který usnul
- Smack, Huclberry – End 2 End
- Yzomandias – Yzomandias II: Zpátky na svojí planetu

### Rock
- Exorcizphobia – Spiritual Exodus
- November 2nd – November 2nd
- Pan Lynx – Kdo se bojí, musí do lesa

### Slovenské album roku
- Hex – Kde je tu láska?
- Peter Lipa – Nola
- Zuzana Smatanová – Rozprávač

### Síň slávy
- Jiří Korn